# エリアス・アルサブティ
エリアス・A・K・アルサブティ（Elias A. K. Alsabti、1954年 - 1990年）は、イラクの医学研究者。科学における不正事件を起こした。
アルサブティは研究不正によって自身のキャリアを構築した。イラクで医学生だった頃、癌の研究者としての評判を得た。彼はあまり有名でない学術誌に掲載された他人の論文を盗用し、それを別の学術誌に投稿するという手口で研究業績を稼いだ。またヨルダン王室の一員のふりをすることにより、ヨルダン政府から多くの奨学金を受け取った。1977年にアメリカ合衆国に移住した。1970年後半、彼に専門知識や理解が完全に欠如していることが露呈するまで、アルサブティはアメリカの様々な研究施設で癌の専門医として働いていた。彼は数年の間に50件から60件ほどの剽窃論文を出版したと推定されている。その多くは評判の良い学術誌に掲載されたが、多くの場合、それらの論文には彼との共著以外では論文を発表していない共著者がおり、これらの共著者は実在しないのではないかという疑惑を持たれている。
いくつかの雑誌は、これらの研究不正が明らかになった後にアルサブティの論文を削除した。1988年にはアルサブティのマサチューセッツ州における薬物処方のライセンスが取り消された。
1990年、南アフリカで交通事故で死亡。